# Lekkoatletyka na Letnich Igrzyskach Olimpijskich 1984 – pchnięcie kulą mężczyzn
Pchnięcie kulą mężczyzn podczas XXIII Letnich Igrzysk Olimpijskich w Los Angeles rozegrano 4 sierpnia 1984 (kwalifikacje i finał) na stadionie Los Angeles Memorial Coliseum. Zwycięzcą został reprezentant Włoch Alessandro Andrei.

## Rekordy

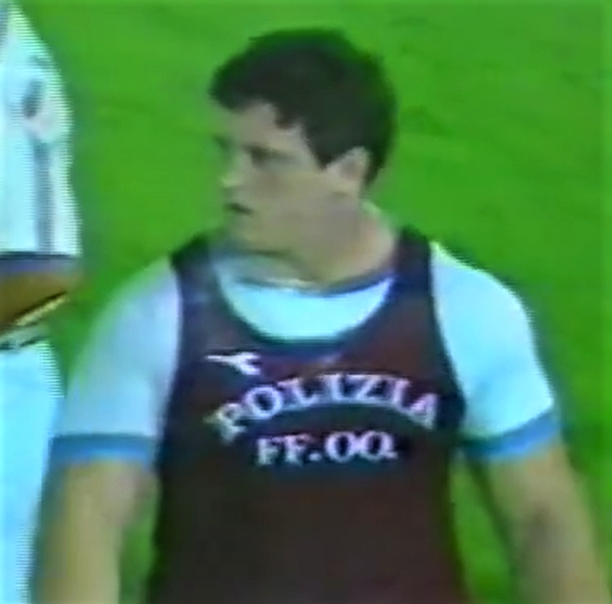
Alessandro Andrei

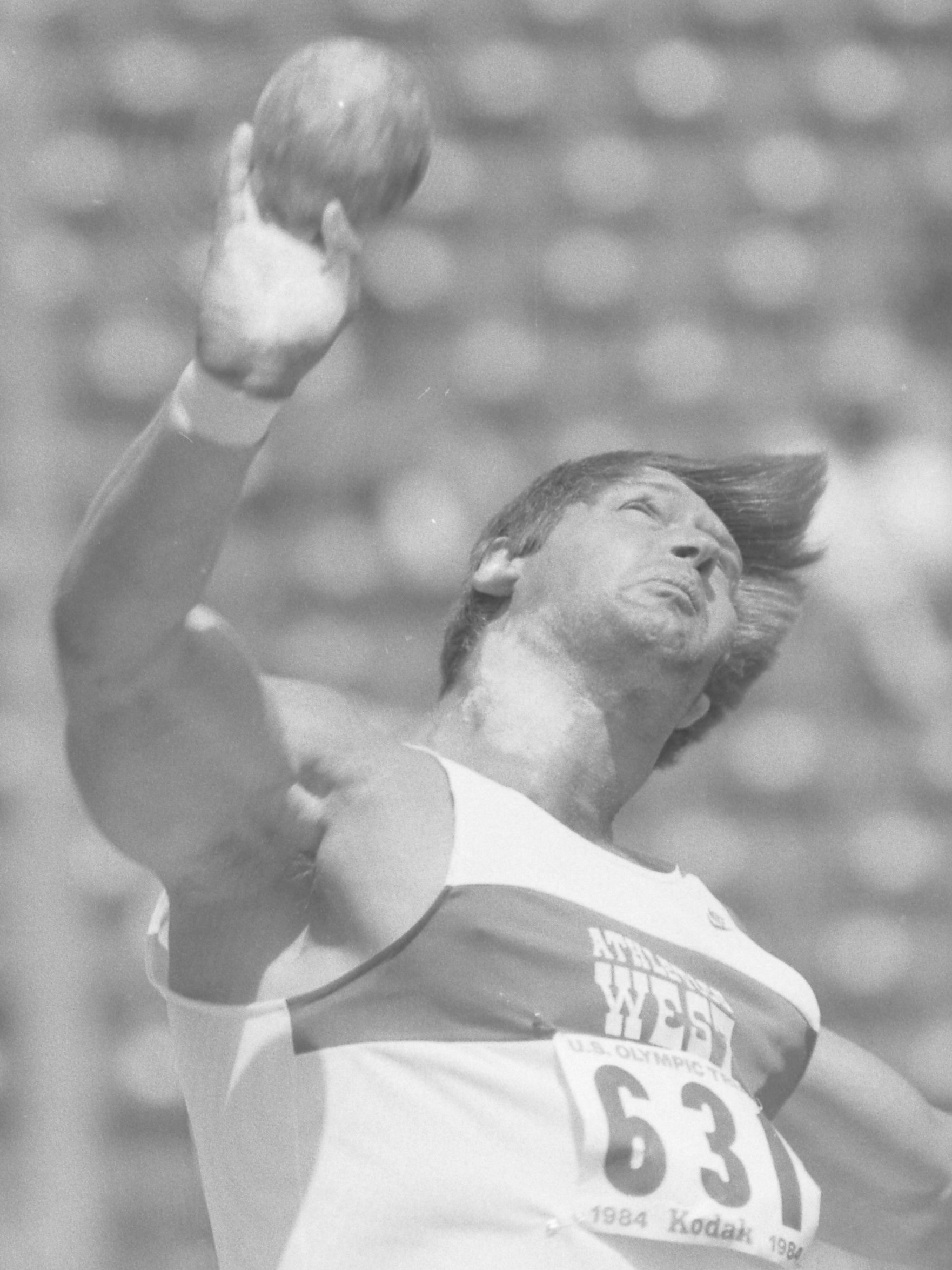
Dave Laut

|                   | Zawodnik          | Narodowość | Wynik | Data                 | Miejsce     |
| ----------------- | ----------------- | ---------- | ----- | -------------------- | ----------- |
| Rekord świata     | Udo Beyer         | NRD        | 22,22 | 25 czerwca 1983(dts) | Los Angeles |
| Rekord olimpijski | Wołodymyr Kyselow | ZSRR       | 21,35 | 30 lipca 1980(dts)   | Moskwa      |

## Wyniki
| Poz. - pozycja |
| – rekord świata \| – rekord krajowy \| – rekord życiowy \| = – wyrównany rekord życiowy \| · – najlepszy wynik w sezonie \| = – wyrównany najlepszy wynik w sezonie \| – rekord olimpijski |
| Fn – falstart \| DNF – nie ukończył \| DNS – nie wystartował \| DSQ – zdyskwalifikowany |

### Kwalifikacje
Do finału awansowali zawodnicy, którzy osiągnęli minimum 19,70 m (Q), względnie 12 najlepszych (gdyby mniej niż 12 zawodników osiągnęło minimum, q). Miotacze startowali w dwóch grupach (A i B).
| Poz. | Grupa | Zawodnik              | Reprezentacja     | Próby | Próby | Próby | Wynik | Uwagi |
| Poz. | Grupa | Zawodnik              | Reprezentacja     | 1     | 2     | 3     | Wynik | Uwagi |
| ---- | ----- | --------------------- | ----------------- | ----- | ----- | ----- | ----- | ----- |
| 1.   | B     | Mike Carter           | Stany Zjednoczone | 20,69 | –     | –     | 20,69 | Q     |
| 2.   | A     | Augie Wolf            | Stany Zjednoczone | 20,55 | –     | –     | 20,55 | Q     |
| 3.   | A     | Alessandro Andrei     | Włochy            | 20,18 | –     | –     | 20,18 | Q     |
| 4.   | B     | Marco Montelatici     | Włochy            | 20,14 | –     | –     | 20,14 | Q     |
| 5.   | A     | Dave Laut             | Stany Zjednoczone | 20,01 | –     | –     | 20,01 | Q     |
| 6.   | A     | Sören Tallhem         | Szwecja           | 19,94 | –     | –     | 19,94 | Q     |
| 7.   | B     | Gert Weil             | Chile             | 19,38 | 19,94 | –     | 19,94 | Q     |
| 8.   | A     | Werner Günthör        | Szwajcaria        | 19,28 | 19,71 | –     | 19,71 | Q     |
| 9.   | B     | Aulis Akonniemi       | Finlandia         | 19,13 | 19,34 | 19,38 | 19,38 | q     |
| 10.  | B     | Erik de Bruin         | Holandia          | 19,20 | 19,28 | 19,07 | 19,28 | q     |
| 11.  | A     | Bishop Dolegiewicz    | Kanada            | 19,00 | x     | 18,95 | 19,00 | q     |
| 12.  | B     | Karsten Stolz         | RFN               | 18,98 | x     | 17,67 | 18,98 | q     |
| 13.  | B     | Erwin Weitzl          | Austria           | 18,03 | 18,96 | x     | 18,96 |       |
| 14.  | B     | Dimitrios Kutsukis    | Grecja            | 18,74 | 18,62 | 18,60 | 18,74 |       |
| 15.  | A     | Ahmed Kamel Shatta    | Egipt             | 18,13 | 17,95 | 18,58 | 18,58 |       |
| 16.  | B     | Yngve Wahlander       | Szwecja           | x     | 18,28 | 18,27 | 18,28 |       |
| 17.  | B     | Ahmed Mohamed Ashoush | Egipt             | 18,11 | x     | 17,14 | 18,11 |       |
| 18.  | B     | Matt Catalano         | Kanada            | 17,10 | 17,24 | 16,91 | 17,24 |       |
| 19.  | A     | Henry Smith           | Samoa             | 16,09 | x     | x     | 16,09 |       |
| –    | A     | Stefan Fernholm       | Szwecja           |       |       |       | DNS   |       |
| –    | A     | Bruno Pauletto        | Kanada            |       |       |       | DNS   |       |
| –    | A     | Kari Töyrylä          | Finlandia         |       |       |       | DNS   |       |

### Finał
| Poz. | Zawodnik           | Reprezentacja     | Próby | Próby | Próby | Próby | Próby | Próby | Wynik |
| Poz. | Zawodnik           | Reprezentacja     | 1     | 2     | 3     | 4     | 5     | 6     | Wynik |
| ---- | ------------------ | ----------------- | ----- | ----- | ----- | ----- | ----- | ----- | ----- |
| 01 ! | Alessandro Andrei  | Włochy            | 20,41 | 20,97 | 21,26 | 20,55 | 20,92 | 20,96 | 21,26 |
| 02 ! | Mike Carter        | Stany Zjednoczone | 20,63 | 20,69 | 21,09 | 20,42 | x     | 20,38 | 21,09 |
| 03 ! | Dave Laut          | Stany Zjednoczone | 20,12 | 18,39 | x     | 20,03 | 20,31 | 20,97 | 20,97 |
| 4.   | Augie Wolf         | Stany Zjednoczone | 20,04 | 19,91 | 19,41 | 20,08 | 19,74 | 20,93 | 20,93 |
| 5.   | Werner Günthör     | Szwajcaria        | 20,28 | x     | x     | 19,38 | x     | 20,11 | 20,28 |
| 6.   | Marco Montelatici  | Włochy            | 19,88 | 19,26 | 19,98 | 19,35 | 19,85 | x     | 19,98 |
| 7.   | Sören Tallhem      | Szwecja           | 19,81 | x     | 19,54 | x     | x     | –     | 19,81 |
| 8.   | Erik de Bruin      | Holandia          | 19,65 | x     | x     | –     | x     | x     | 19,65 |
| 9.   | Aulis Akonniemi    | Finlandia         | 18,98 | x     | x     | NQ    | NQ    | NQ    | 18,98 |
| 10.  | Gert Weil          | Chile             | 18,19 | 18,69 | x     | NQ    | NQ    | NQ    | 18,69 |
| 11.  | Bishop Dolegiewicz | Kanada            | 18,39 | x     | x     | NQ    | NQ    | NQ    | 18,39 |
| 12.  | Karsten Stolz      | RFN               | 18,31 | x     | 18,21 | NQ    | NQ    | NQ    | 18,31 |